# 徐培麟
徐培麟（1925年—），男，江苏苏州人，中国飞机设计与制造专家，曾任汉中182厂副总工程师，飞机经理部经理，研究员级高级工程师。